# Mantalania longipedunculata
Mantalania longipedunculata är en måreväxtart som beskrevs av De Block och Aaron Paul Davis. Mantalania longipedunculata ingår i släktet Mantalania och familjen måreväxter. Inga underarter finns listade i Catalogue of Life.